# The Cat Empire
The Cat Empire je hudební skupina o šesti členech pocházející z australského Melbourne. V kapele vystupují perkusionista a zpěvák Felix Riebl, trumpetista a zpěvák Harry James Angus, baskytarista Ryan Monro, klávesista Ollie McGill, bubeník Will Hull Brown a DJ Jumps, vlastním jménem Jamshid Khadiwhala. Kapelu doprovází dechová sekce The Empire Horns.
Jejich hudba se pohybuje v mnoha žánrech – od ska, reggae, jazzu po latinskoamerickou hudbu. Hraje ve složení perkuse-bicí, basa, gramofony, klávesy a trubka (+ hostující dechová sekce). Absence kytary vytváří neotřelý zvuk, který je podtržen hlasem Felixe Riebla.
The Cat Empire byli založeni v roce 1999 jako melbournská jazzová kapela The Jazz Cat, na konci roku 2001 vydali singl „Feline“, o rok později se objevuje deska The Sun, kterou kapela prodávala pouze v průběhu jedné ze svých koncertních šňůr. V roce 2003 vydává regulérní desku nesoucí název The Cat Empire, za rok pak DVD On the Attack, v roce 2005 následuje druhé album Two shoes a v roce 2006 Cities.
Jsou spolu přes 17 let, vydali sedm studiových alb. V australských žebříčcích bodovalo jejich druhé album Two Shoes, první album The Cat Empire bylo 3 x vyhlášeno platinovým a výborně si vedlo i album Steal the Light z roku 2013. Na jaře roku 2016 vydala kapela své doposud poslední album Rising With The Sun, které si vedlo výborně ve světových žebříčcích (například #1 v Austrálii, #9 v České republice).